# Adele Garavaglia
Adele Garavaglia (15 de abril de 1869 – 11 de marzo de 1944) fue una actriz teatral y cinematográfica de nacionalidad italiana.

## Biografía
Su verdadero nombre era Adelaide Francesca Zoppis, y nació en Turín, Italia, siendo sus padres Felicita Migliano y Giuseppe Antonio Zoppis. Siendo joven empezó a interpretar pequeños papeles teatrales, actuando en la Compañía de Ermete Zacconi y Eleonora Duse en el drama de Gabriele D'Annunzio La Gioconda.
En 1897 se casó con el actor del cine mudo Ferruccio Garavaglia, con el cual tuvo un hijo, Leo Garavaglia, que también fue actor teatral y cinematográfico.
Garavaglia trabajó durante varios años con su marido, hasta la muerte de éste en 1912. Posteriormente actuó unos años en el cine mudo, en producciones de los estudios Vera Film y Lutius, bajo dirección de Ubaldo Maria Del Colle, Mario Gargiulo o Ubaldo Pittei. Posteriormente tuvo un contrato con Drago Film, alternando su actividad en el cine con la presencia en el teatro en la Compañía Salvini y Chiantoni.
Desde los primeros años 1930 trabajó también en el doblaje cinematográfico y en obras radiofónicas, a menudo junto a su hijo Leo y a su sobrina Miranda Bonansea.
A lo largo de su carrera, Adele Garavaglia participó en más de cincuenta cintas. La actriz falleció en Roma, Italia, en 1944.

## Filmografía
| - L'avvocato difensore, de Gero Zambuto (1934) - Freccia d'oro, de Corrado D'Errico, Piero Ballerini (1935) - Ginevra degli Almieri, de Guido Brignone (1935) - Amore, de Carlo Ludovico Bragaglia (1935) - Pierpin, de Duilio Coletti (1935) - Il fu Mattia Pascal, de Pierre Chenal (1937) - Questi ragazzi, de Mario Mattoli (1937) - I figli del marchese Lucera, de Amleto Palermi (1938) - La voce senza volto, de Gennaro Righelli (1939) - Follie del secolo, de Amleto Palermi (1939) - Il documento, de Mario Camerini (1939) - Il ladro sono io!, de Flavio Calzavara (1940) - Incanto di mezzanotte, de Mario Baffico (1940) - Arditi civili, de Domenico Gambino (1940) - Il ponte dei sospiri, de Mario Bonnard (1940) - Piccolo alpino, de Oreste Biancoli (1940) - Ecco la radio!, de Giacomo Gentilomo (1940) - Piccolo mondo antico, de Mario Soldati (1941) - La corona di ferro, de Alessandro Blasetti (1941) - La forza bruta, de Carlo Ludovico Bragaglia (1941) - Nozze di sangue, de Goffredo Alessandrini (1941) - Idillio a Budapest, de Giorgio Ansoldi, Gabriele Varriale (1941) | - Don Buonaparte, de Flavio Calzavara (1941) - La cena delle beffe, de Alessandro Blasetti (1941) - Il re si diverte, de Mario Bonnard (1941) - Le due orfanelle, de Carmine Gallone (1942) - Un garibaldino al convento, de Vittorio De Sica (1942) - Il romanzo di un giovane povero, de Guido Brignone (1942) - M.A.S., de Romolo Marcellini (1942) - Odessa in fiamme, de Carmine Gallone (1942) - Le vie del cuore, de Camillo Mastrocingue (1942) - Rita da Cascia, de Antonio Leonviola (1943) - L'angelo bianco, de Giulio Antamoro, Federico Sinibaldi (1943) - Inviati speciali, de Romolo Marcellini (1943) - Nebbie sul mare, de Marcello Pagliero (1943) - Il treno crociato, de Carlo Campogalliani (1943) - Nessuno torna indietro, de Alessandro Blasetti (1943) - Tre ragazze cercano marito, de Duilio Coletti (1943) - La sua strada, de Mario Costa (1943) - Lettere al sottotenente, de Goffredo Alessandrini (1943) - I dieci comandamenti, de Giorgio Chili (1945) |